# لی تائه-هو
لی تائه-هو (انگلیسی: Lee Tae-ho؛ زادهٔ ۲۹ ژانویهٔ ۱۹۶۱) بازیکن سابق و مربی فوتبال اهل کره جنوبی است.
از باشگاه‌هایی که در آن بازی کرده‌است می‌توان به باشگاه فوتبال بوسان ای‌پارک اشاره کرد.
وی همچنین در تیم‌های ملی فوتبال زیر ۲۰ سال کره جنوبی، کره جنوبی ب و کره جنوبی بازی کرده‌است.
وی در مسابقات کشوری و بین‌المللی در مجموع برندهٔ ۲ مدال طلا، ۲ مدال نقره شده‌است.